# 英語文法
英語語法是針對英語語言的語法進行的研究。英語的動詞語法龐大複雜，與其他印歐語系语言具有相似的特性；某些歷史因素使英語文法歷經大幅的簡化。

## 語序
英語語序如下：
- 基本語序：主詞─動詞─受詞─補語(SVO)，但疑問句時助動詞或是be動詞移至句首。
- 介詞多為前置詞，即介詞置於其所支配的名詞前。
- 數詞、形容詞和指示詞等置於被修飾詞前方，且關係子句置於其所修飾的名詞之後。
- 動詞或是介系詞之後必須加的是受詞（名詞）。

總體上來說英語是「中心語前置」的語言，也就是說一個短語的重心在其開頭，但名詞短語是主要的例外。語序變化一般用在疑問句（Did you go to the store?）、主動被動語態變化（The car was bought by John）及詞語或語法上的強調（主題化）中。

### 英語五大句型
一說英語有五種主要的句形，它們分別如下：
1. 主詞─動詞(S-V)（主语—谓语）
2. 主詞─動詞─主詞補語(S-V-SC)（主语—系动词—表语）
3. 主詞─動詞─受詞(S-V-O)（主语—谓语—宾语）
4. 主詞─動詞─間接受詞─直接受詞(S-V-O-O)（主语—谓语—间接宾语—直接宾语）
5. 主詞─動詞─受詞─受詞補語(S-V-O-OC)（主语—谓语—宾语—宾语补足语）

加介系詞的短語(如to the store、on Friday)等一般放在動詞和受詞之後，有時可移至句首。

## 各詞類

### 名詞
英語中，名詞一般描繪人物、地點、事物與抽象觀點等，可以分為可數名詞和不可數名詞。

#### 可數名词复数形式的构成
- 以s、x、z、ch、sh结尾的名词的复数形式：当单数可数名词的词尾是s、x、z、ch、sh时，变为复数应加“es”，例如：ass — asses ， glass — glasses ， inch — inches，brush — brushes，bench－ benches，branch－branches，adz－adzes，quiz—quizzes。
  - 特例:当ch发音为[k]时，则变复数时仅加“s”：monarch—monarchs，stomach－stomachs。

- 以o结尾的名词的复数形式：若单数名词的词尾为o，－o前为子音字母时加“es”，但是單字本身如果是外來詞或者是縮寫字時就只能加“s”；若单数名词的词尾为o，－o前为母音字母时加“s”；有的單數名詞的詞尾為 - o，加“s”或“es”均可，其中绝大部分直接加“s”，这点与传统观点不同。
  - 加“es”的仅是有限的几个名词：antihero，bastinado，buffalo，dingo，echo，embargo，farrago，gusto，hero，jingo，lingo，Negro，potato，tomato，torpedo，veto。
  - 既可加“s”，也可以加“es”的名词：cargo，halo，commando，memento，mosquito，no，tornado，tobacco，volcano，zero。
  - 有的以－o 结尾的单词变为复数时，既可以加“s”，也可以把o变为i，这类词有：cello（cellos，celli），concerto（concertos，concerti），divertimento（ divertimentos，divertimenti），fortissimo（fortissimos，fortissimi），glissando（glissandos，glissandi），intermezzo（intermezzos，intermezzi），libretto（librettos，libretti），maestro（maestros，maestri），obbligato（obbligatos，obbligati），pianissimo（pianissimos，pianissimi），pizzicato （pizzicatos，pizzicati），scherzo（scherzos，scherzi），sforzando（sforzandos，sforzandi），solo（solos，soli），tempo（tempos，tempi），virtuoso（virtuosos，virtuosi）。
  - buffalo 变为复数时既可加“es”，也可与单数同形。pimento 变为复数时既可加“s”，也可与单数同形。
  - 剩下的单词，均加“s”：bamboo，solo，cuckoo，curio，embryo，two，disco，piano 等。

- 以f、fe结尾的名词的复数形式：大多数以f或fe结尾的名词变为复数时，直接加“s”，但也有一部分必须把f或fe改为“ves”，总结如下：
  - 须把f或fe改为“ves”的共有16 个：behalf，calf，elf，half，knife，bowie knife，life，loaf，leaf，midwife，self，sheaf，shelf，thief，wife，wolf。
  - 既可直接加“s”，也可把f或fe改为“ves”的共有10 个：beef，dwarf，hoof，handkerchief，oaf，kerchief，scarf，staff，turf，wharf。
    - beef表示“不平、牢骚、诉苦、告发”时，复数形式只用beefs；表示“养肥了的牛”时，beef的复数形式用beeves；表示“牛肉”时，beef 一般是不可数名词。
    - staff表示“全体职员、路牌、五线谱”时，复数形式为staffs；表示“棍、柄、支柱”时，复数形式为staves。

  - 其余均直接加“s”：belief，brief，cliff，disbelief，disproof，grief，gulf，golf，niff，proof，relief，riff，reef，strife，tariff，waif。

- 以y结尾的名词的复数形式：当单数可数名词的词尾为y时，而y前为輔音，必须把y改为i，再加“es”：baby－babies，city—cities，fly－flies，lady—ladies；当y前为元音时，直接加“s”：day－days，key－keys，boy－boys。

- 不规则变化：有些名词从单数变为复数时，并不按普通规则加“s”：child－children，foot－feet，goose－geese，louse－lice，man－men，mouse－mice，ox－oxen，tooth－teeth，woman－women。还有一些外来语，必须依其原有規則变化：
  - 拉丁语：alumna－alumnae，alumnus—alumni，apparatus－apparatus/apparatuses，appendix－appendices/appendixes，axis－ axes ， bacterium － bacteria ， curriculum－curricula/curriculums，datum—data，erratum—errata，focus－foci/focuses，formula—formulae/formulas，index（指数）－indices，index（索引）－indexes，memorandum—memoranda/memorandums，radius—radii/radiuses，series－series，species－ species。
  - 希腊语：analysis—analyses，basis－bases，crisis－crises，criterion－criteria/criterions，hypothesis－hypotheses，phenomenon—phenomena，synopsis－synopses，thesis－theses。
  - 法语：beau－beaux/beaus，bureau—bureaux/bureaus，corp－corps。

- 单复数同形的名词： 
  - 表示鱼类及其他某些动物的名词。
    - 鱼类：fish，plaice（鲽），flounder（比目鱼），herring（鲱鱼），skate （鳐），sardine（沙丁鱼），salmon（大麻哈鱼），roach（斜齿鳊），dace （雅罗鱼），cod（鳕），mackerel（鲐鱼），halibut（大比目鱼），hake （狗鳕），haddock（黑线鳕），perch（河鲈），bass（鲈鱼），carp（鲤鱼），pike（狗鱼），trout（鳟鱼），crucian（鲫鱼）等
      - fish 表示多种鱼时加“es”。例如：two kinds of fishes(兩種魚)。
      - flounder，herring，skate，sardine可用作复数，也可加“s”表示复数，用后者的情况更多一些。另外，packed like sardines是习惯用语，不可把sardines改为sardine。

    - 其他动物：sheep（绵羊），swine（猪），bison（野牛），deer（鹿），reindeer（驯鹿），elk（麋鹿），moose（驼鹿），grouse（松鸡），snipe （沙锥鸟），woodcock（山鹬），antelope（羚羊），buffalo（水牛），crab （蟹），duck（鸭子）等。（duck指“家鸭”时，其复数形式为ducks；指“野鸭”时，复数形式仍用duck。）

  - 某些表示人的名词。
    - 以－ese 结尾的表示民族的名词：Chinese，Japanese，Vietnamese，Lebanese，Portuguese，Maltese，Burmese，Ceylonese等（Swiss也是单复数同形）
    - 其他某些表示人的名词：offspring（后代），counsel（律师），kin （家属），folk（人们），vermin（歹徒）等等。 offspring的复数有时也用offsprings。

  - 某些表示单位的名词位于数词或其他表示数量的词之后，通常是单复数同形。常见的有：hundred，thousand，million，score，dozen，gross，stone，ton，brace，yoke，head等。
    - hundred，thousand，million，billion，dozen 等表示不确切的数字或用于习语中，其复数形式均必须加“s”。
    - score 表示“成绩或分数”，stone 表示“石头”，head 表示“脑袋”时，它们的复数均必须加“s”。dozen，hundred，thousand，mollion，billion 等词前有不定冠词、数词或many，several等词时，它们的词尾都不加“s”，后面也不用介系词，直接修饰名词。但如后面跟的是代词，则在代词前应有of，如five thousand of them。前面没有数词、不定冠词等词时，一般即用复数形式表示“几”的意思，后面不能直接跟名词，而只能跟由介系词of组成的短语。

  - 表示单位的名词pound，foot常有复数形式pounds和feet，但有时可用单数形式代替复数形式，当它们后面有数词时，尤其如此：
  - 从汉语中音译过去的表示度量衡单位的名词都是单数和复数同形。常用的这类词有：yuan（元），jiao（角），fen（分），mu （亩），zhang（丈），chi（尺），cun（寸），li（里）等等。
  - 有些名词词尾有－s，即表示单数，也表示复数，如：headquarters，works，gallows，links，innings。
  - 数词加表示度量、数量、单位、时间等的名词作定语时，这些名词一律用单数形式。

#### 名词的限定和名词的数
英語的名詞總體上來說沒有格變化，但有限定和數量差別。例如：
- the（定冠詞）：the house意指一幢明確具體而且有詳細位置的房子。（例：“the house I was born in”）
- a/an（不定冠詞）：a house意指一幢房子可是沒有指出大概位置。（例：“A house is a building for living in.”）
- 單數：a house指一幢房子。
- 複數：the houses指一幢以上的房子。

英語中，沒有專門用來限定兩個或三個的名詞數字。还有一些名词是不可数名词，这类名词通常不是一个单独的固体，比如milk（牛奶）、water（水）都是不可数名词，固体切开后化学性质没有变化的一般也是不可数的名词，例如chocolate（巧克力），一般來說，抽象名詞（表示性質、狀態、概念以及心理等無形的事物的名詞）也都是不可數名詞，例如stress（心理壓力），但在不同的用法下，抽象名詞也可以成為一個可數名詞，例如stress在作“強調”下解時是可以有複數的。0以及1以上的小数限定名词时名词一般也用复数。

#### 人称代名词的格变化以及第三人称代词的性
英語主要有兩個情況需要格變化：所有格依附詞（以前叫做撒克逊屬格）和人称代詞体系。在名詞短語末尾附加依附詞，用來指示所有格，如:
- The king's daughter's house fell.

King後方的第一個<'s>顯示這個女兒是國王的；第二個<'s>並不依附在daughter上（很多人對此是混淆的），而依附在The king's daughter整個名詞短語後。
另一方，英語在人称代詞中保留了古日耳曼語的名詞變格体系，參看下方表格。請注意，近代英語中第二人稱單數thou已經很少使用，在方言、宗教、詩歌或修辭等場合中才會出現。日常生活中普遍用you代替。
| 人稱     | 第一   | 第一      | 第二     | 第二       | 第三    | 第三    | 第三   | 第三       | 疑問詞 | 疑問詞 |
| 性       | 第一   | 第一      | 第二     | 第二       | 陽      | 陰      | 中     | 第三       | 人     | 非人   |
| 數       | 單     | 複        | 單       | 複         | 單      | 單      | 單     | 複         | 單、複 | 單、複 |
| 主格     | I      | we        | you      | you        | he      | she     | it     | they       | who    | what   |
| 受格     | me     | us        | you      | you        | him     | her     | it     | them       | whom   | what   |
| 屬格     | my     | our       | your     | your       | his     | her     | its    | their      | whose  | whose  |
| 屬格代詞 | mine   | ours      | yours    | yours      | his     | hers    | its    | theirs     | 無     | 無     |
| 反身代詞 | myself | ourselves | yourself | yourselves | himself | herself | itself | themselves | 無     | 無     |

在第三人稱代詞上也殘留下一些陰陽性變化。性用在生物上，一般是遵循生物學上的性變化；用在事物上，則根據社會歷史傳統變化（如“船”在英語中經常當作陰性看待）。He用來指代陽性名詞；she用來指代陰性名詞；it用來指代不確定性的名詞和非生物。普遍認為用“it”來形容人類既不禮貌又不符合語法（形容嬰兒時除外）；一些英語使用者願意用“they”來指代性別不明或與語境無關的人，另一些人願意用稍稍複雜一些的“he or she”。這種場合很少會引起混淆，因為説話人想要表達的意思從語境中就能夠體現出來；另外在英語當中，尚有人發明了一些性別中立的代詞系統，如斯比瓦克代詞、xe/xem、ve/ver、ze/mer等，詳見英語性別中立代詞表。
总的来说，英语名词没有性和格的变化，只是人称代词有三个格（主格、宾格、所有格），只有第三人称单数才有阴阳性的差别，英语名词的形态比其他欧洲语言略單純。

### 動詞
英語中，動詞一般描繪動作和狀態等。與相對簡單的名詞相比，動詞分為時態、情態、語態等，也根據人稱變化。 

#### 動詞的人稱
英語中的動詞人稱變化較少。與其他歐洲語言不同，單從英語的動詞變形很難看岀來主語是何人稱（除动词be以外，现代英语仅有现在时的第三人称单数有动词人称变化）。結果就造成，英語中一般必須明確主語名詞和代詞，否則會造成混淆。大多數規則動詞依照下方的格式隨人稱變化：
| 人稱 | 數 | 主詞      | 動詞 |
| 第一 | 單 | I         | see  |
| 第二 | 單 | You       | see  |
| 第三 | 單 | He/She/It | sees |
| 第一 | 複 | We        | see  |
| 第二 | 複 | You       | see  |
| 第三 | 複 | They      | see  |

#### 動詞的語態
英語動詞有兩種語態：主動和被動。基本形式是主動語態，遵循上方討論過的SVO格式。被動語態的變化是，改變動詞形態，將主語和直接賓語對調，然後在主語前附加“by”，如：
1. 主動：John heard the music.
2. 被動：The music had been heard by John.

這種改變在語義上的效果是，這個動作會被“去人格化”，不会再受具體主語的限制。有的時候這種用法也用來強調句子中的直接賓語。

#### 動詞的語氣
英語的動詞有四種語氣：陳述、祈使、條件和虛擬。陳述式是最簡單的，也是最基本的形式。
- 陳述语气簡單說來就是圍繞動詞主動語態的敍述。
- 祈使语气用在命令、請求中。要求使用動詞原型，如“Listen!”、“Sit!”、“Eat!”等。祈使語氣在英語中僅岀現在第二人稱的情況。主語（你/你们）一般不說，因為句義中已經表达了出来。有時候也使用呼格，避免産生歧義，如“Sit, John.”

- 條件语气用來表达假設性陳述，或回應虛擬的命題（見下方的虛擬語氣）。表達方法是使用助動詞could、would、should、may與might加動詞原型，如：
  1. He goes to the store.
  2. He could go to the store.（他有能力去，[而且或已經承諾要去，或還沒有承諾。]）
  3. He should go to the store.（他應該去，但還沒去。）
  4. He may go to the store.（他已經被允許去了，[而且或已經承諾要去，或還沒有承諾。]）
  5. He might go to the store.（並不確定他是否會去，而且暗示會受到條件變化的影響。）

  - 請意，對大多數使用者來説，“may”和“might”已經沒有分別，都用來表達上面說的“might”這個意思。

- 虛擬語氣用來表達反事實（附加條件）的敍述，經常出現在假設性陳述中。典型的用法是，用助動詞“were”加上動詞的現在分詞<-ing>。
  1. I am eating, so I shall sit.（事實/陳述）
  2. Were I eating, I should sit.（反事實）
  3. If they were eating, they would sit.（附加條件的反事實/假設）
  4. Truth be told...（虛擬）
  5. If I were you...（虛擬）

當這些語氣用在時態中，情況會明顯複雜。不過，日常用語中一般不會嚴格遵守虛擬語氣的格式，而且也將條件式限制在簡單現在和簡單過去時中。

#### 動詞的時和体
英語有很多動詞時態，全部這些都只是表明動作發生的時間；不過同大多數日耳曼語一樣，這些時態最終可以劃為四種：現在和過去的直陳與虛擬。使用“to be”和“to have”，再加上現在分詞和過去分詞，就可以創造岀各種複合時態。英語中有12個主要時態，都來自於三時（過去、現在、未來）和四體（簡單、進行[或未完成]、完成、完成進行）的交叉組合。（在被動語態中，有一些組合會極少岀現，尤其是“未來完成進行式”。）下方是一些主要英語動詞時態的例子。
主動詞根據人稱變化的時態：

- 現在簡單式：“I listen.”對很多動詞來講，這個時態用來闡述習慣或能力。

助動詞根據人稱變化的時態：

- 現在進行式：“I am listening.”表達現在正在進行的動作。要表達這個意思，在英語中需要用到現在進行式，但在其他大多數語言中只用一般現在式就可以。請注意，這種形式在英語中也可以表達未來式，比如“We're going to the movies tonight”。
- 過去進行式：“I was listening.”表達在過去某時刻持續進行的動作。
- 現在完成式：“I have listened.”通常表達一個動作在過去某一時刻發生了，動作已結束。
- 現在完成進行式：“I have been listening.”表達一個動作在過去某一時刻發生，並一直延續到現在。
- 未來簡單式：“I shall listen”或“I will listen.”表達一個動作會在未來發生，或説話人表示要完成某個行動。3
- 未來進行式：“I shall be listening.”表達將來的某個持續進行的動作，此動作現在還沒有開始。（使用will可以表達主觀願望。3)

主動詞和助動詞都不根據人稱變化的時態：

- 不定式：“to listen”與其他動詞連用，如“I was to listen to the story”。
- 過去簡單式：“I listened.”在英語中表達某個動作在過去發生，而不是現在（不同於其他一些語言中的不定過去時）。
- 過去完成式：“I had listened.”表達某個過去的動作在過去某一時刻之前已經完成。
- 過去完成進行式：“I had been listening.”表達一個動作在過去某一時刻發生，並一直延續到過去另一個時刻。
- 未來完成式：“I shall have listened.”表達一個動作會在將來某一時刻之前完成。
- 未來完成進行式：“I shall have been listening.”表達一個動作會在將來某一時刻開始，並一直延續到將來另一時刻。

##### 虚位與類助動詞
另外，“do”的各種形式也用在否定句、疑問句和對一般現在時與一般過去時的強調句中：
- "Do I go?" "I do not go." "I do go!"
- "Did I go?" "I did not go." "I did go!"

進行形式“going to”也會用在將來時內：
- "I am going to go."
- "I was going to go."

##### 其他
時態、體（又稱“態”或“相”等）和語氣/式之間的區別並不十分明確，也有很多別的分類意見。例如，許多分析人士不接受英語有12個時態的說法。那6個“進行”（又稱連續）的形式經常統統放入一個大的“體”分類下討論，而不被當作“時態”；同時這種觀點也認為一般過去時和過去進行時屬於同一個時態。另外，很多現代英語語法書都認為英語並沒有未來時態（或未來完成式）。贊同這種觀點的有近年來最大最複雜的兩本語法書：
- Biber, D., S. Johansson, G. Leech, S. Conrad & E. Finegan. 1999. Longman grammar of spoken and written English.  Harlow, Longman.
- Rodney Huddleston & Geoffrey Pullum. 2002.  The Cambridge grammar of the English language. Cambridge, CUP.

Huddleston和Pullum（頁數209-10）的主要論點是英語沒有未來時態，因為無論從語法上還是意義上來看，will都是一個情態動詞。Biber等人走得更遠，指岀英語僅有兩個時態，過去和現在；他們將帶有have的完成形式作為“體”來討論。而Huddleston和Pullum則將帶有have的完成形式作為“二等時態”來分析。

#### 不規則動詞
參見英語不規則動詞
英語中很多動詞的變位遵循這一段開始說明的規則，但英語中還有很多不規則動詞，分為兩種：
- 外表不規則
- 實際不規則

“外表不規則”是指雖然第一層看上去不規則，但實際上也遵循另外一種變位規律。這一組動詞是古日耳曼語元音交替变位体系的遗留物。一般來說僅包括非典型的一般過去式。例如：
- I become ~ I became ~ I had become
- I begin ~ I began ~ I had begun
- I drink ~ I drank ~ I had drunk
- I drive ~ I drove ~ I had driven
- I eat ~ I ate ~ I had eaten
- I fall ~ I fell ~ I had fallen
- I meet ~ I met ~ I had met
- I read ~ I read ~ I had read
- I lead ~ I led ~ I had led
- I swim ~ I swam ~ I had swum
- I sing ~ I sang ~ I had sung
- I steal ~ I stole ~ I had stolen

而實際不規則的動詞，不能根據元音交替的規律來判斷如何變位。最常見的例子是be。下方是這個詞的動詞變位方式。其他時態的可以從這基本四個中推導岀來。另關於古日耳曼語言動詞元音交替變位法的詳細內容，可參見日耳曼語強變化動詞。
| 人稱：     | 第一單數   | 第三單數                | 第一複數     | 第三複數       | 第二          |
| 不定式     | to be      | to be                   | to be        | to be          | to be         |
| 一般現在時 | I am       | He is, she is, it is    | We are       | They are       | You are       |
| 一般過去時 | I was      | He was, she was, it was | We were      | They were      | You were      |
| 現在進行時 | I am being | He/she/it is being      | We are being | They are being | You are being |

不規則動詞包括“eat”、“sit”、“keep”等其他很多。有一些變化方式是根據廢棄的詞根而來，或者根據已經改變意思的詞根而來。其他的方式從來自於古元音變音的規律，這些規律的音位结构已经变化，也受到了语法变化的歪曲影响（如keep變為kept）。有一些來源不詳，可能會追溯到原始印歐語言的時代。

### 形容詞與副詞
形容詞修飾名詞，副詞修飾動詞（和形容詞）。並不是所有語言都區分這兩种詞，但英語從語法上和構詞上都將它們分得一清二楚。語法上來講，形容詞放在要修飾的名詞前面，而副詞放在要修飾的動詞前後都可以。英語也有將形容詞變為副詞的方法：附加後綴“-ly”（並移到句子中合適的地方）。
變換詞性的方法還有很多。名詞很容易就能換為動詞：先移到句子中合適的地方，再根據動詞變位規則進行變化。名詞也可以轉化為其他類名詞（<-er>、<-ist>），表達狀態的名詞（<-ness>），或形容詞（<-ish>）等。 動詞可以變為形容詞（<-ing>），副詞（<-ly>），或名詞（<-er>）。
這些方式讓英語選詞可以更加靈活，可以擴展辭彙量，還可以重新組和辭彙以便附加各種微妙的含義。

## 否定
英語的一個否定詞為not，not加在動詞前、助動詞之後，而否定句大多要加助動詞，若一個句子其相對應的肯定句形式沒有助動詞，則其否定句形式要在not前面加助動詞do或其詞形變化的形式，像Kirino likes her brother(意即「桐乃喜歡她的哥哥」)這句的否定句形式要變為Kirino does not like her brother(意即「桐乃不喜歡她的哥哥」)，而非*Kirino not likes her brother之類的；同時英語的not常與助動詞縮略，像can not會縮略成cannot或can't、will not會縮略成won't、do not會縮略成don't、should not會縮略成shouldn't、is not會縮略成isn't等。
助動詞在動詞不定形或分詞形、動名詞形等前面是不使用的，在不定形中，not要加在to之前，因此to go的否定形為not to go；而going的否定形則為not going。

## 子句和句子結構

### 疑問詞
英語的疑問詞置句首，其中當疑問詞不是主詞時，助動詞和be動詞要移至疑問句後和主詞間，沒有助動詞的句子要在疑問詞與主詞間補上do或其詞形變化。
是非疑問句中，助動詞和be動詞要移至句首，沒有助動詞的句子開頭要補上do或其詞形變化。

### 關係子句
在英語中，關係子句置於其所修飾的名詞後，一般英語的關係子句藉由置於子句開頭的關係代名詞來標明，而有時亦僅僅藉由語序來標明。若關係代名詞在子句中為動詞受詞，它出現在子句的開頭，而非受詞在主句中慣常出現的位置，因此要表「桐乃是黑貓昨天遇見的那個女孩子」之意，在英語中用Kirino is the girl who(m) Kuroneko met yesterday，而非Kirino is the girl Kuroneko met who(m) yesterday。
英語關係代名詞的選用，取決於其頭詞所指稱的是人類或非人類、關係子句為限制性子句或限制性子句，以及頭詞在關係子句中扮演的角色(如主詞、直接受詞或補語等)等各種因素。
- 若頭詞指稱的對象是人類，通常用who、whom或that等關係代名詞，如Kirino is the girl who met kuroneko yesterday(意即「桐乃是昨天遇見黑貓的那個女孩子」)、Kirino is the girl who(m) Kuroneko met yesterday(意即「桐乃是黑貓昨天遇見的那個女孩子」)和Kirino is the girl that Kuroneko met yesterday(意即「桐乃是黑貓昨天遇見的那個女孩子」)等句皆為其例；但當頭詞指稱的不是人類時，則只用that或which。

- 若頭詞指稱的對象非人類，且子句為非限制子句(Non-restrictive clause)，則使用which，如The tree, which has fallen, is over there(意即「那棵倒下的樹在那裡」)即為其例；若頭詞指稱的對象非人類，且子句為限制子句(Restrictive clause)，則that或which皆可使用(儘管有些規範語法要求限定子句的狀況必須使用that)，如The tree which has fallen is over there(意即「那棵倒下的樹在那裡」)或The tree that has fallen is over there(意即「那棵倒下的樹在那裡」)即為其例。

- 在較正式的用法中，who用於頭詞在關係子句中的角色為主詞時(像Lily is the girl who met John yesterday(意即「Lily是昨天遇見John的那個女孩子」)這句就是其例子)；而whom用於頭詞在關係子句中的角色為受詞或前帶介詞的詞時(像John is the girl whom Lily met yesterday(意即「Lily是John昨天遇見的那個女孩子」)和Lily is the girl with whom John frequently argues(意即「Lily是John常與之爭論的那個女孩子」)這兩句即為其例)；但在非正式的用法中，whom常以who取代。

在英語和法語等一些語言中，非限制關係子句由逗號分隔，但限制子句則否，限制關係子句縮減指稱的範圍，非限制的則否：
- We saw two puppies this morning: one that was born yesterday, and one that was born last week. The one that was born yesterday is tiny.(意即「我們早上看見兩隻小狗，其中一隻昨天出生，另一隻上星期出生，昨天出生的那隻很小」，此句為限制關係子句，此處之that亦可改用which)
- We saw a puppy and a kitty this morning. The puppy, which was born yesterday, was tiny.(意即「我們早上見到一隻小狗和一隻小貓，那隻小狗很小，牠是昨天出生的。」，此句為非限制關係子句)

並不是所有人都同意that做為關係代名詞的狀態的。傳統語法將that視為一關係代名詞，但並非所有的現代語法家都持同樣的看法，像劍橋英語語法(Cambridge Grammar of the English Language)就將that給視為一從句詞(subordinator)而非關係代名詞(pp. 1056–7)；而英國國家語料庫(British National Corpus)則將that視為一子句連接詞，即使在其做為關係子句開頭時亦然。一個為that尋求不同解釋的動機在於that和which之間有一定的差異性存在(人們可說in which但不能說in that，其他像這樣的例子亦存在著)。

## 外部連結
- Modern English Grammar （页面存档备份，存于） by Daniel Kies
- Basic Grammar Rules （页面存档备份，存于）
- Linguapress online English grammar （页面存档备份，存于）
- Lingolía English Grammar （页面存档备份，存于）